# Hangest-en-Santerre
Hangest-en-Santerre is een gemeente in het Franse departement Somme (regio Hauts-de-France) en telt 933 inwoners (2004). De plaats maakt deel uit van het arrondissement Montdidier.

## Geografie
De oppervlakte van Hangest-en-Santerre bedraagt 15,1 km², de bevolkingsdichtheid is 61,8 inwoners per km².
De onderstaande kaart toont de ligging van Hangest-en-Santerre met de belangrijkste infrastructuur en aangrenzende gemeenten.

## Demografie
Onderstaande figuur toont het verloop van het inwonertal (bron: INSEE-tellingen).